# Abdelcarim Gal·lab
Abdelcarim Gal·lab —àrab: عبد الكريم غلاب, ʿAbd al-Karīm Ḡallāb— (Fes, 31 de desembre de 1919 - Al-Djadida, 14 d'agost de 2017) fou un escriptor marroquí, considerat com una de les figures més destacades de la política i les lletres marroquines del segle xx.
Es formà a l'escola alcorànica i a la Universitat d'Alqarawiyin, i va ampliar estudis al Caire, on va estar-hi durant 8 anys. Des de principis dels anys setanta va dirigir el diari Al-Alam, òrgan d'expressió del partit Istiqlal, en el qual va militar des dels seus orígens. És autor de més de quaranta obres d'investigació històrica, assaigs polítics, crítica literària i una obra narrativa formada per dos llibres de viatges, tres col·leccions de contes i sis novel·les. Entre les seves obres destaquen les novel·les Enterrem el passat, Alí el mestre i la segona part de la seva autobiografia publicada el 1990 amb el títol La vellesa injusta, entre d'altres.